# الجمعية الرياضية النسائية بالقطار
الجمعية الرياضية النسائية بالقطار، هو فريق تونسي لكرة قدم النسائية تأسس سنة 2020 في مدينة القطار، ولاية قفصة، يلعب هذا الفريق في الرابطة التونسية المحترفة لكرة القدم للسيدات في موسم 2022–23.

## سجل ألقاب النادي
- البطولة التونسية للسيدات :

## وصلات خارجية
- الموقع الرسمي للجامعة التونسية لكرة القدم.